# Campeonato Mundial de Handebol Feminino
O Campeonato Mundial de Handebol Feminino(pt-BR) ou Campeonato Mundial de Andebol Feminino(pt-PT?) é uma competição internacional disputada entre as seleções nacionais deste esporte.
O Campeonato Mundial de Handebol Feminino da IHF é organizado pela Federação Internacional de Handebol desde 1957. As equipes europeias venceram todas as vezes, exceto 1995, onde a Coreia do Sul venceu como o primeiro time fora da Europa e 2013, onde o Brasil venceu como o primeiro time americano. Os maiores vencedores são Rússia e Noruega, com quatro títulos cada.
Nove equipes participaram do primeiro campeonato, esse número cresceu gradativamente para 32 (a partir de 2021). Em 1977 foi introduzido um torneio B e mais tarde em 1986 um torneio C que serviu de qualificação para o campeonato real ou torneio A. As qualificações dos torneios B e C foram substituídas pelo atual sistema de qualificação baseado em confederações continentais em 1993.[1]
Desde 1993, tem sido realizado a cada dois anos. Entre 1978 e 1990 foi realizado a cada quatro alternando com o torneio olímpico (introduzido para o handebol feminino em 1976). Os primeiros cinco torneios foram realizados no verão ou início do outono, enquanto os demais foram realizados em novembro ou dezembro.

## Conquistas por país
| Ordem | País              | Medalha de ouro | Medalha de prata | Medalha de bronze |    |
| ----- | ----------------- | --------------- | ---------------- | ----------------- | -- |
| 1     | Noruega           | 4               | 5                | 3                 | 12 |
| 2     | Rússia            | 4               | 0                | 1                 | 5  |
| 3     | França            | 3               | 4                | 0                 | 7  |
| 4     | União Soviética   | 3               | 2                | 1                 | 6  |
| 5     | Alemanha Oriental | 3               | 0                | 1                 | 4  |
| 6     | Hungria           | 1               | 4                | 4                 | 9  |
| 7     | Iugoslávia        | 1               | 3                | 3                 | 7  |
| 8     | Dinamarca         | 1               | 2                | 4                 | 7  |
| 9     | Romênia           | 1               | 2                | 1                 | 4  |
| 10    | Checoslováquia    | 1               | 1                | 1                 | 3  |
| 10    | Países Baixos     | 1               | 1                | 1                 | 3  |
| 12    | Alemanha          | 1               | 0                | 3                 | 4  |
| 13    | Coreia do Sul     | 1               | 0                | 1                 | 2  |
| 14    | Brasil            | 1               | 0                | 0                 | 1  |
| 15    | Espanha           | 0               | 1                | 1                 | 2  |
| 16    | Sérvia            | 0               | 1                | 0                 | 1  |
| 17    | Áustria           | 0               | 0                | 1                 | 1  |

## Estreia das equipes
As equipes entre parênteses são consideradas equipes sucessoras pela IHF.
| Ano  | Estreantes                                                                                  | Total |
| ---- | ------------------------------------------------------------------------------------------- | ----- |
| 1957 | Áustria, Checoslováquia, Dinamarca, Hungria, Polônia, Romênia, Suécia, Alemanha, Iugoslávia | 9     |
| 1962 | Japão, União Soviética                                                                      | 2     |
| 1965 |                                                                                             | 0     |
| 1971 | Alemanha Oriental, Países Baixos, Noruega                                                   | 3     |
| 1973 |                                                                                             | 0     |
| 1975 | Tunísia, Estados Unidos                                                                     | 2     |
| 1978 | Argélia, Canadá, Coreia do Sul                                                              | 3     |
| 1982 | Bulgária, Congo                                                                             | 2     |
| 1986 | China, França                                                                               | 2     |
| 1990 | Angola                                                                                      | 1     |
| 1993 | ( Alemanha), Lituânia, ( Rússia), Espanha                                                   | 4     |
| 1995 | Brasil, Croácia, ( Chéquia), Costa do Marfim, Eslováquia, Ucrânia                           | 6     |
| 1997 | Bielorrússia, Macedônia do Norte, Eslovênia, Uruguai, Uzbequistão                           | 5     |
| 1999 | Argentina, Austrália, Cuba                                                                  | 3     |
| 2001 | Groelândia, Itália, ( Sérvia e Montenegro)                                                  | 3     |
| 2003 |                                                                                             | 0     |
| 2005 | Camarões                                                                                    | 1     |
| 2007 | República Dominicana, Cazaquistão, Paraguai                                                 | 3     |
| 2009 | Chile, Tailândia                                                                            | 2     |
| 2011 | Islândia, ( Montenegro)                                                                     | 2     |
| 2013 | República Democrática do Congo, ( Sérvia)                                                   | 2     |
| 2015 | Porto Rico                                                                                  | 1     |
| 2017 |                                                                                             | 0     |
| 2019 | Senegal                                                                                     | 1     |
| 2021 | Irã                                                                                         | 1     |
| 2023 |                                                                                             | 0     |

## Melhores pontuadoras por edição
A detentora do recorde de gols marcados em uma única edição deste evento é Bojana Radulović, após ter marcado 97 gols para a Hungria no Campeonato Mundial de Handebol Feminino de 2003.
| Year | Player                            | Goals |
| ---- | --------------------------------- | ----- |
| 1957 | Pavla Bartáková                   | 11    |
| 1962 | Marie Mateju Ana Stănișel         | 14    |
| 1965 | Anne-Marie Nielsen                | 11    |
| 1971 | Hideyo Taramizu                   | 22    |
| 1973 | Christine Gehlhoff                | 25    |
| 1975 | Tetyana Makarets                  | 35    |
| 1978 | Milena Foltýnová Kristina Richter | 41    |
| 1982 | Jasna Merdan                      | 52    |
| 1986 | Natalya Kirchik                   | 61    |
| 1990 | Bożena Karkut Svetlana Vydrina    | 50    |
| 1993 | Hong Jeong-ho                     | 58    |
| 1995 | Nataliya Derepasko                | 61    |
| 1997 | Indira Kastratović                | 71    |
| 1999 | Carmen Amariei Grit Jurack        | 67    |
| 2001 | Ausra Fridrikas                   | 87    |
| 2003 | Bojana Radulović                  | 97    |
| 2005 | Nadine Krause Tanja Logwin        | 60    |
| 2007 | Grit Jurack                       | 85    |
| 2009 | Katrin Engel                      | 67    |
| 2011 | Alexandra do Nascimento           | 57    |
| 2013 | Susann Müller                     | 62    |
| 2015 | Cristina Neagu                    | 63    |
| 2017 | Nora Mørk                         | 66    |
| 2019 | Lois Abbingh                      | 71    |
| 2021 | Nathalie Hagman                   | 71    |
| 2023 | Markéta Jeřábková                 | 63    |

## Maior margem de vitória
| Margem | Equipe vencedora | Pontos | Oponente    | Edição |
| ------ | ---------------- | ------ | ----------- | ------ |
| 48     | Hungria          | 57–9   | Austrália   | 2005   |
| 46     | Países Baixos    | 61–15  | Cazaquistão | 2021   |
| 45     | Suécia           | 66–21  | Austrália   | 2009   |
| 41     | Países Baixos    | 58–17  | Uzbequistão | 2021   |
| 41     | Angola           | 52–11  | Uzbequistão | 2021   |
| 41     | Áustria          | 52–11  | Tailândia   | 2009   |
| 40     | Países Baixos    | 55–15  | Porto Rico  | 2021   |
| 40     | Rússia           | 48–8   | Austrália   | 2009   |
| 39     | Angola           | 47–8   | Austrália   | 2005   |
| 39     | França           | 46–7   | Austrália   | 2019   |
| 38     | Países Baixos    | 53–15  | Austrália   | 2011   |
| 38     | Coreia do Sul    | 50–12  | Paraguai    | 2007   |
| 38     | Suécia           | 48–10  | Porto Rico  | 2021   |
| 38     | Iugoslávia       | 41–3   | Tunísia     | 1975   |
| 37     | Noruega          | 48–11  | Uruguai     | 2001   |
| 37     | Noruega          | 47–10  | Austrália   | 2005   |
| 37     | Rússia           | 45–8   | Austrália   | 2011   |
| 37     | Rússia           | 45–8   | Tailândia   | 2009   |
| 37     | Dinamarca        | 42–5   | Argentina   | 1999   |
| 36     | Noruega          | 43–7   | Porto Rico  | 2021   |

Fonte: TV2Sporten.no

## Ligação externa
- Página oficial da Federação Internacional de Handebol - IHF (em inglês)